# Divisiones Regionales de la Región de Murcia 1990-91
Las divisiones regionales de fútbol son las categorías de competición futbolística de más bajo nivel en España, en las que participan deportistas aficionados, no profesionales. En la Región de Murcia su administración corre a cargo de las Real Federación de Fútbol de la Región de Murcia. Inmediatamente por encima de estas categorías estaba la Tercera División española.
En la temporada 1990-1991 las divisiones regionales se dividen en Regional Preferente, Primera Regional y Segunda Regional. Los tres primeros clasificados de Regional Preferente ascendieron directamente al grupo XIII de Tercera División.

## Regional Preferente

### Clasificación
|  |     | Equipos de fútbol    | PJ | G  | E  | P  | GF  | GC  | Dif | Pts |
|  | --- | -------------------- | -- | -- | -- | -- | --- | --- | --- | --- |
|  | 1.  | Muleño CF            | 38 | 25 | 10 | 3  | 80  | 28  | +52 | 60  |
|  | 2.  | CD Beniel            | 38 | 24 | 9  | 5  | 102 | 30  | +72 | 57  |
|  | 3.  | Caravaca CF          | 38 | 25 | 5  | 8  | 86  | 32  | +54 | 55  |
|  | 4.  | Pinatar CF           | 38 | 21 | 8  | 9  | 70  | 42  | +28 | 50  |
|  | 5.  | CD Los Garres        | 38 | 18 | 13 | 7  | 63  | 42  | +21 | 49  |
|  | 6.  | AD Las Palas         | 38 | 21 | 7  | 10 | 69  | 42  | +27 | 49  |
|  | 7.  | AD Sangonera la Seca | 38 | 17 | 13 | 8  | 55  | 40  | +15 | 47  |
|  | 8.  | Alcantarilla CF      | 38 | 19 | 7  | 12 | 80  | 54  | +26 | 45  |
|  | 9.  | Lorca Promesas CF    | 38 | 18 | 8  | 12 | 63  | 44  | +19 | 44  |
|  | 10. | Moratalla CF         | 38 | 14 | 9  | 15 | 42  | 57  | -15 | 37  |
|  | 11. | Algezares CF         | 38 | 13 | 8  | 17 | 56  | 70  | -14 | 34  |
|  | 12. | CD Balsicas          | 38 | 14 | 5  | 19 | 63  | 80  | -17 | 33  |
|  | 13. | Archena CF           | 38 | 11 | 9  | 18 | 45  | 64  | -19 | 31  |
|  | 14. | Blanca CF            | 38 | 10 | 9  | 19 | 52  | 63  | -11 | 29  |
|  | 15. | Mazarrón CF          | 38 | 11 | 5  | 22 | 58  | 66  | -8  | 27  |
|  | 16. | Sangonera Atlético   | 38 | 10 | 6  | 22 | 50  | 83  | -33 | 26  |
|  | 17. | Deportiva Minera     | 38 | 11 | 2  | 25 | 30  | 70  | -40 | 24  |
|  | 18. | AD Fortuna           | 38 | 7  | 9  | 22 | 39  | 90  | -51 | 23  |
|  | 19. | CD Bala Azul         | 38 | 7  | 6  | 25 | 39  | 86  | -47 | 20  |
|  | 20. | CF Javalí Nuevo      | 38 | 7  | 6  | 25 | 45  | 104 | -59 | 20  |

Pts = Puntos; PJ = Partidos Jugados; G = Partidos Ganados; E = Partidos Empatados; P = Partidos Perdidos; GF = Goles Anotados; GC = Goles Recibidos
|  | Asciende a Tercera División  |
|  | Desciende a Primera Regional |

## Primera Regional

### Clasificación
|  |     | Equipos de fútbol     | PJ | G  | E  | P  | GF | GC | Dif | Pts |
|  | --- | --------------------- | -- | -- | -- | -- | -- | -- | --- | --- |
|  | 1.  | AD Cotillas CF        | 30 | 19 | 8  | 3  | 62 | 23 | +39 | 46  |
|  | 2.  | CD El Esparragal      | 30 | 18 | 7  | 5  | 66 | 32 | +34 | 43  |
|  | 3.  | AD Pliego             | 30 | 17 | 4  | 9  | 57 | 40 | +17 | 38  |
|  | 4.  | CF Avileses           | 30 | 15 | 7  | 8  | 64 | 49 | +15 | 37  |
|  | 5.  | Recreativo Patiño     | 30 | 14 | 8  | 8  | 44 | 28 | +16 | 36  |
|  | 6.  | CD Dolores de Pacheco | 30 | 15 | 5  | 10 | 47 | 41 | +6  | 35  |
|  | 7.  | Huracán CF            | 30 | 13 | 7  | 10 | 52 | 38 | +14 | 33  |
|  | 8.  | El Mirador CF         | 30 | 14 | 3  | 13 | 53 | 41 | +12 | 31  |
|  | 9.  | CD Puebla de Soto     | 30 | 12 | 6  | 12 | 55 | 57 | -2  | 30  |
|  | 10. | AD Archena Atlético   | 30 | 10 | 9  | 11 | 48 | 58 | -10 | 29  |
|  | 11. | AD Los Alcázares      | 30 | 11 | 6  | 13 | 47 | 53 | -6  | 28  |
|  | 12. | CD Lumbreras          | 30 | 8  | 12 | 10 | 40 | 44 | -4  | 28  |
|  | 13. | CD Zeneta             | 30 | 11 | 6  | 13 | 40 | 51 | -11 | 28  |
|  | 14. | Cobatillas CF         | 30 | 6  | 7  | 17 | 27 | 47 | -20 | 19  |
|  | 15. | CN Teleser            | 30 | 2  | 4  | 24 | 27 | 91 | -64 | 8   |
|  | 16. | CF Albudeite          | 30 | 4  | 3  | 23 | 21 | 63 | -42 | 0   |

Pts = Puntos; PJ = Partidos Jugados; G = Partidos Ganados; E = Partidos Empatados; P = Partidos Perdidos; GF = Goles Anotados; GC = Goles Recibidos
|  | Asciende a Regional Preferente |

## Segunda Regional

### Clasificación
|  |     | Equipos de fútbol      | PJ | G  | E | P  | GF | GC | Dif | Pts |
|  | --- | ---------------------- | -- | -- | - | -- | -- | -- | --- | --- |
|  | 1.  | Atlético Palmar        | 22 | 15 | 4 | 3  | 52 | 16 | +36 | 34  |
|  | 2.  | Atlético Murcia        | 22 | 14 | 3 | 5  | 40 | 21 | +19 | 31  |
|  | 3.  | CD Corvera             | 22 | 13 | 3 | 6  | 38 | 17 | +21 | 29  |
|  | 4.  | Campos del Río CD      | 22 | 12 | 4 | 6  | 36 | 27 | +9  | 28  |
|  | 5.  | Calasparra CF          | 22 | 7  | 8 | 7  | 28 | 20 | +8  | 22  |
|  | 6.  | CD Bullense            | 22 | 8  | 6 | 8  | 32 | 29 | +3  | 22  |
|  | 7.  | Rincón de Seca         | 22 | 6  | 9 | 7  | 34 | 27 | +7  | 21  |
|  | 8.  | Veteranos Fuente Álamo | 22 | 8  | 5 | 9  | 30 | 32 | -2  | 21  |
|  | 9.  | AD Ceutí Atlético      | 22 | 8  | 4 | 10 | 29 | 32 | -3  | 20  |
|  | 10. | Abanilla               | 22 | 8  | 3 | 11 | 23 | 41 | -18 | 19  |
|  | 11. | UD La Copa             | 22 | 4  | 1 | 17 | 20 | 62 | -42 | 9   |
|  | 12. | Matanzas               | 22 | 2  | 4 | 16 | 14 | 52 | -38 | 8   |

Pts = Puntos; PJ = Partidos Jugados; G = Partidos Ganados; E = Partidos Empatados; P = Partidos Perdidos; GF = Goles Anotados; GC = Goles Recibidos
|  | Asciende a Primera Regional |